# Harvey Stephens
Harvey Stephens (Los Angeles, 21 de agosto de 1901 – Laguna Hills, 22 de dezembro de 1986) era um ator americano, conhecido inicialmente por suas performances em produções da Broadway, e, posteriormente, por seu trabalho no Cinema e na Televisão. Ele era mais ativo no cinema no início dos anos 1930 e até meados da década de 1940. A partir de meados dos anos 1950, ele passou para a televisão e fez sucesso lá na década de 1960.
Stephens também era um piloto de Planador e um competitivo ávido. Ele foi introduzido no Hall of Fame Subindo em 1966 por suas contribuições para o esporte.